# Made in Germany 1995–2011
Made in Germany 1995–2011 är ett samlingsalbum av Rammstein med några av deras populäraste singlar genom tiderna. Förutom tidigare låtar finns även den nya låten "Mein Land" med på albumet. Albumet släpps med sex olika framsidor (såsom bandets tidigare album Sehnsucht) där framsidorna visar bandets sex medlemmar i deras dödsmasker. Dessa dödsmasker ställdes ut på Holger John Gallery i Dresden under 13 december 2013 till 13 januari 2014.

## Låtlista
Alla låtar är skrivna och komponerade av Rammstein, om inte annat anges. 
| Nr  | Titel             | Album                     | Längd |
| --- | ----------------- | ------------------------- | ----- |
| 1.  | Engel             | Sehnsucht                 | 4:23  |
| 2.  | Links 2-3-4       | Mutter                    | 3:40  |
| 3.  | Keine Lust        | Reise, Reise              | 3:42  |
| 4.  | Mein Teil         | Reise, Reise              | 4:38  |
| 5.  | Du hast           | Sehnsucht                 | 3:54  |
| 6.  | Du riechst so gut | Herzeleid                 | 4:32  |
| 7.  | Ich will          | Mutter                    | 3:37  |
| 8.  | Mein Herz brennt  | Mutter                    | 4:40  |
| 9.  | Mutter            | Mutter                    | 4:28  |
| 10. | Pussy             | Liebe ist für alle da     | 3:58  |
| 11. | Rosenrot          | Rosenrot                  | 3:52  |
| 12. | Haifisch          | Liebe ist für alle da     | 3:42  |
| 13. | Amerika           | Reise, Reise              | 3:47  |
| 14. | Sonne             | Mutter                    | 4:05  |
| 15. | Ohne dich         | Reise, Reise              | 4:30  |
| 16. | Mein Land         | Made in Germany 1995–2011 | 3:53  |

| 1.  | Du riechst so gut '98 (Faith No More remix)   | 1:58 |
| 2.  | Du hast (Jacob Hellner remix)                 | 6:42 |
| 3.  | Stripped (Johan Edlund från Tiamat remix)     | 4:22 |
| 4.  | Sonne (Clawfinger remix)                      | 4:09 |
| 5.  | Links 2-3-4 (WestBam remix)                   | 3:40 |
| 6.  | Mutter (Sono remix)                           | 7:21 |
| 7.  | Feuer frei! (Junkie XL remix)                 | 4:10 |
| 8.  | Mein Teil (Pet Shop Boys remix)               | 4:04 |
| 9.  | Amerika (Olsen Involtini från Emigrate remix) | 3:15 |
| 10. | Ohne dich (Laibach remix)                     | 3:58 |
| 11. | Keine Lust (Black Strobe remix)               | 7:07 |
| 12. | Benzin (Meshuggah remix)                      | 5:05 |
| 13. | Rosenrot (Northern Lite remix)                | 4:46 |
| 14. | Pussy (Scooter remix)                         | 4:53 |
| 15. | Rammlied (Devin Townsend remix)               | 5:06 |
| 16. | Ich tu dir weh (Fukkk Offf remix)             | 6:08 |
| 17. | Haifisch (Hurts remix)                        | 3:45 |

| 1.  | Du riechst so gut (Musikvideo)     |  |
| 2.  | Du riechst so gut (Making of)      |  |
| 3.  | Seemann (Musikvideo)               |  |
| 4.  | Seemann (Making of)                |  |
| 5.  | Rammstein (Musikvideo)             |  |
| 6.  | Rammstein (Making of)              |  |
| 7.  | Engel (Musikvideo)                 |  |
| 8.  | Engel (Making of)                  |  |
| 9.  | Du hast (Musikvideo)               |  |
| 10. | Du hast (Making of)                |  |
| 11. | Du riechst so gut '98 (Musikvideo) |  |
| 12. | Du riechst so gut '98 (Making of)  |  |
| 13. | Stripped (Musikvideo)              |  |
| 14. | Stripped (Making of)               |  |

| 1.  | Sonne (Musikvideo)       |  |
| 2.  | Sonne (Making of)        |  |
| 3.  | Links 2-3-4 (Musikvideo) |  |
| 4.  | Links 2-3-4 (Making of)  |  |
| 5.  | Ich will (Musikvideo)    |  |
| 6.  | Ich will (Making of)     |  |
| 7.  | Mutter (Musikvideo)      |  |
| 8.  | Mutter (Making of)       |  |
| 9.  | Feuer frei! (Musikvideo) |  |
| 10. | Feuer frei! (Making of)  |  |
| 11. | Mein Teil (Musikvideo)   |  |
| 12. | Mein Teil (Making of)    |  |
| 13. | Amerika (Musikvideo)     |  |
| 14. | Amerika (Making of)      |  |
| 15. | Ohne dich (Musikvideo)   |  |
| 16. | Ohne dich (Making of)    |  |
| 17. | Keine Lust (Musikvideo)  |  |
| 18. | Keine Lust (Making of)   |  |

| 1.  | Benzin (Musikvideo)          |  |
| 2.  | Benzin (Making of)           |  |
| 3.  | Rosenrot (Musikvideo)        |  |
| 4.  | Rosenrot (Making of)         |  |
| 5.  | Mann gegen Mann (Musikvideo) |  |
| 6.  | Mann gegen Mann (Making of)  |  |
| 7.  | Pussy (Musikvideo)           |  |
| 8.  | Pussy (Making of)            |  |
| 9.  | Ich tu dir weh (Musikvideo)  |  |
| 10. | Ich tu dir weh (Making of)   |  |
| 11. | Haifisch (Musikvideo)        |  |
| 12. | Haifisch (Making of)         |  |
| 13. | Mein Land (Musikvideo)       |  |
| 14. | Mein Land (Making of)        |  |